# Грюнангер, Фридрих
Фридрих Грюнангер (болг. Фридрих Грюнангер, нем. Friedrich Grünanger; 1856—1929) — болгарский архитектор австрийского происхождения. Работал преимущественно в стилях необарокко и венский сецессион.

## Биография
Родился 24 января 1856 года в городе Шесбург, ныне Сигишоара, Румыния.
Обучался в Академии изобразительных искусств в Вене с 1877 по 1879 годы под руководством Фридриха фон Шмидта. В 1879 году он был назначен директором общественных зданий в Министерстве внутренних дел Болгарии. Также был главным архитектором города Разград и позже — придворным архитектором первого князя Болгарии Александра Баттенберга и его преемника — царя Болгарии Фердинанда I. Жил и работал в Софии. В 1908 году он вернулся в Австро-Венгрию, жил в Зальцбурге, но снова вернулся в Болгарию, где работал по 1914 год, пока не началась Первая мировая война.
Умер 14 декабря 1929 года в Зальцбурге. Его именем названа одна из улиц Софии. В Болгарии существует архитектурная премия имени Фридриха Грюнангера.

## Труды
За тридцать лет работы в Болгарии Фридрих Грюнангер спроектировал и возвел множество общественных и жилых зданий, преимущественно в столице страны Софии.

Некоторые работы
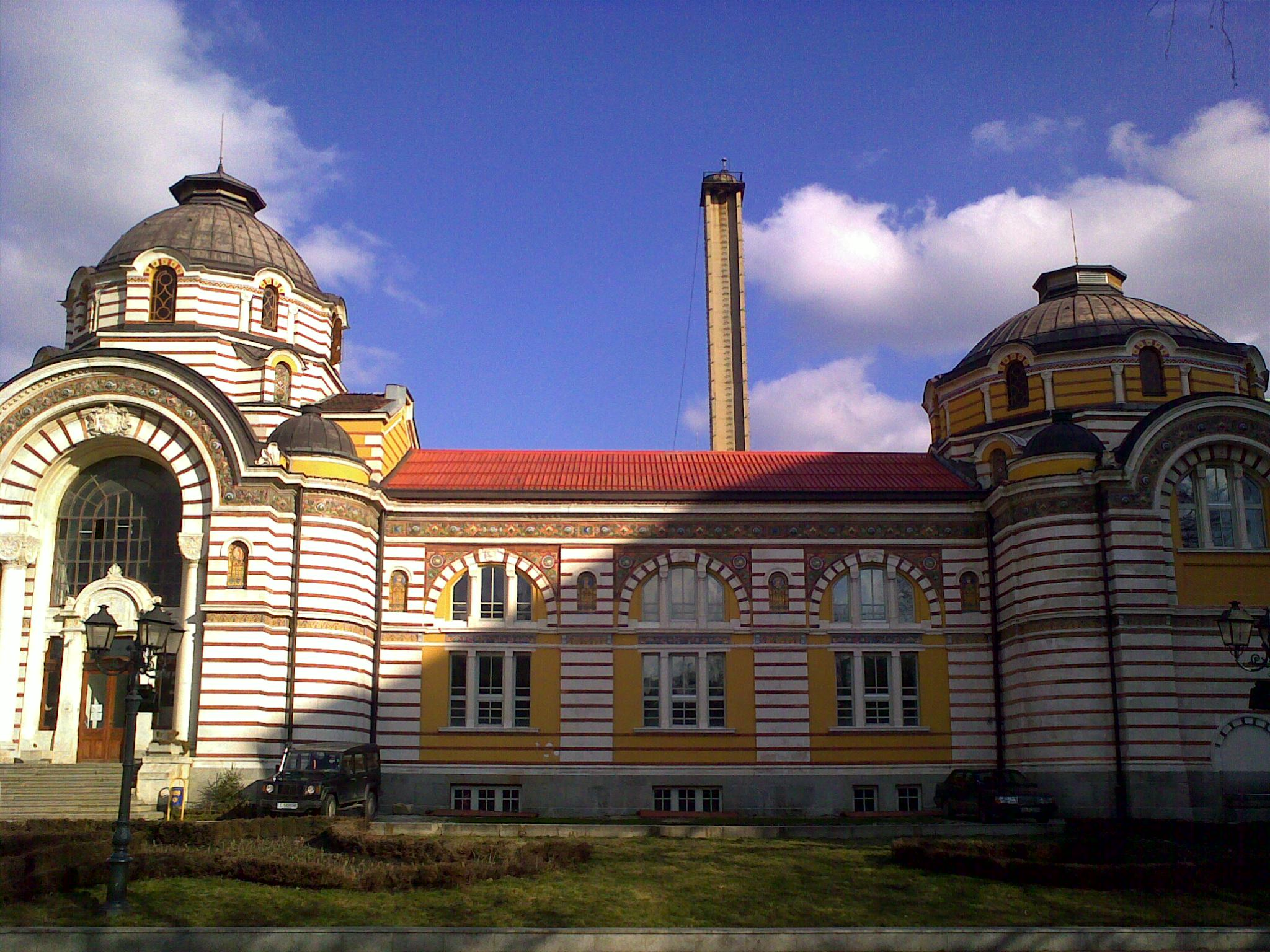
Баня в Софии
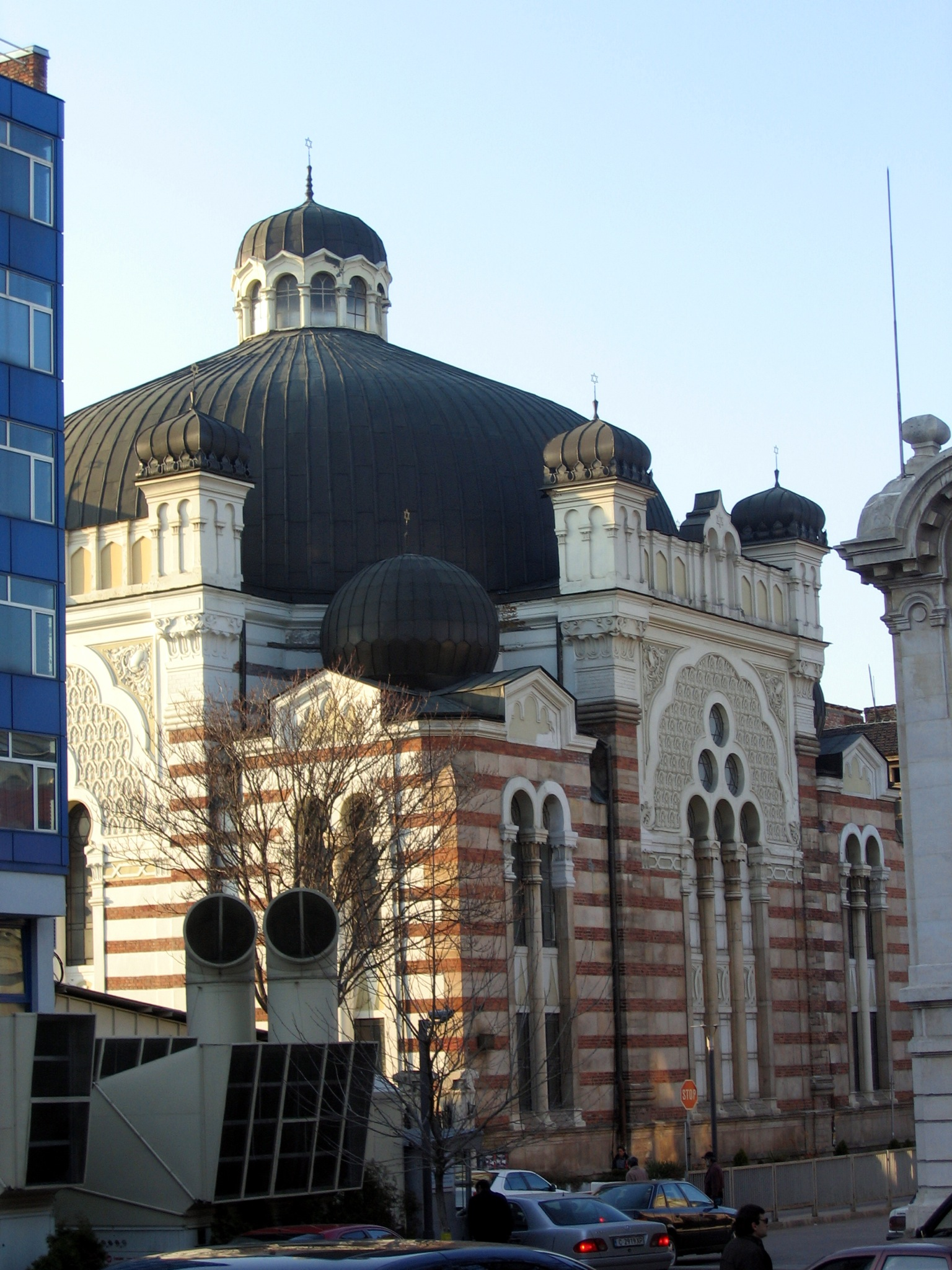
Синагога в Софии
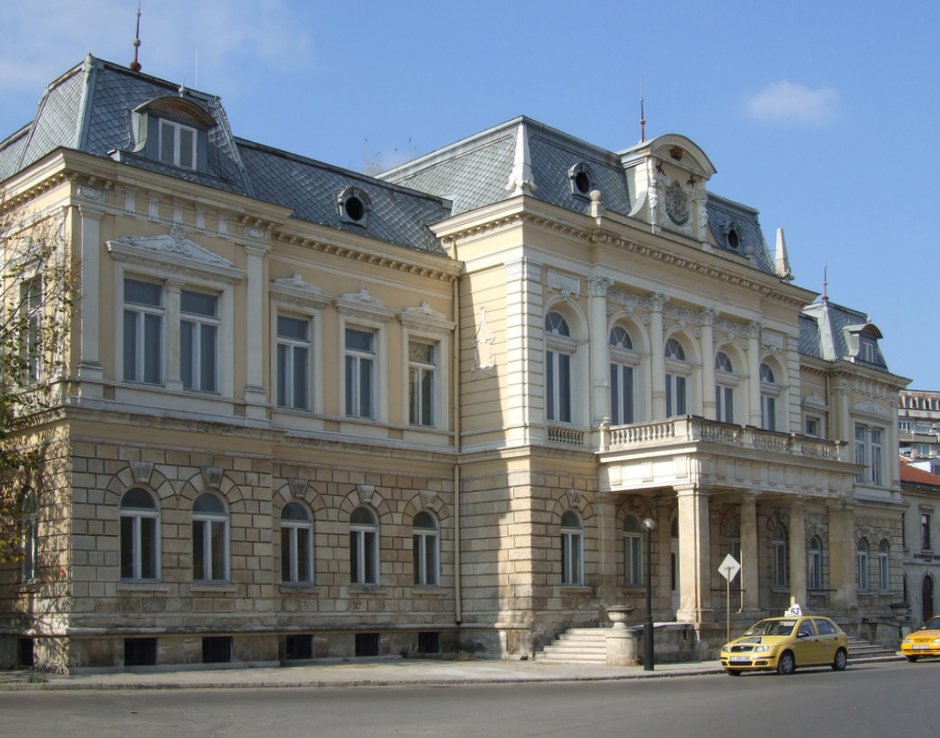
Исторический музей в Русе